# Fuchsstadt
Fuchsstadt település Németországban, azon belül Bajorországban. Lakosainak száma 1917 fő (2023. december 31.). Fuchsstadt Hammelburg és Wasserlosen községekkel határos.

## Népesség
A település népessége az elmúlt években az alábbi módon változott:
| Lakosok száma | 926  | 1326 | 1422 | 1446 | 1837 | 1860 | 1855 | 1827 | 1881 | 1917 |
|               | 1875 | 1950 | 1975 | 1987 | 2012 | 2014 | 2016 | 2017 | 2021 | 2023 |